# 삼척MBC 정오의 희망곡
《정오의 희망곡 노기환입니다》는 대한민국의 방송국 삼척문화방송의 라디오 채널 삼척MBC FM4U에서 낮 12시 ~ 오후 2시까지 방송했던 음악 전문 라디오 프로그램이다. 2014년 9월 21일 자로 28년만에 폐지되었다.
| 삼척MBC FM4U        |                            |                           |
| 이전                | 정오의 희망곡 노기환입니다 | 다음                      |
| 이루마의 골든디스크 | 정오의 희망곡 노기환입니다 | 2시의 데이트 박경림입니다 |
| 오전 11시 ~ 낮 12시 | 낮 12시 ~ 오후 2시         | 오후 2시 ~ 오후 4시       |
| 일부 지역 자체 방송 | 강원 영동 남부지역 방송    | 전국 방송                 |